# 大野町 (新潟市)

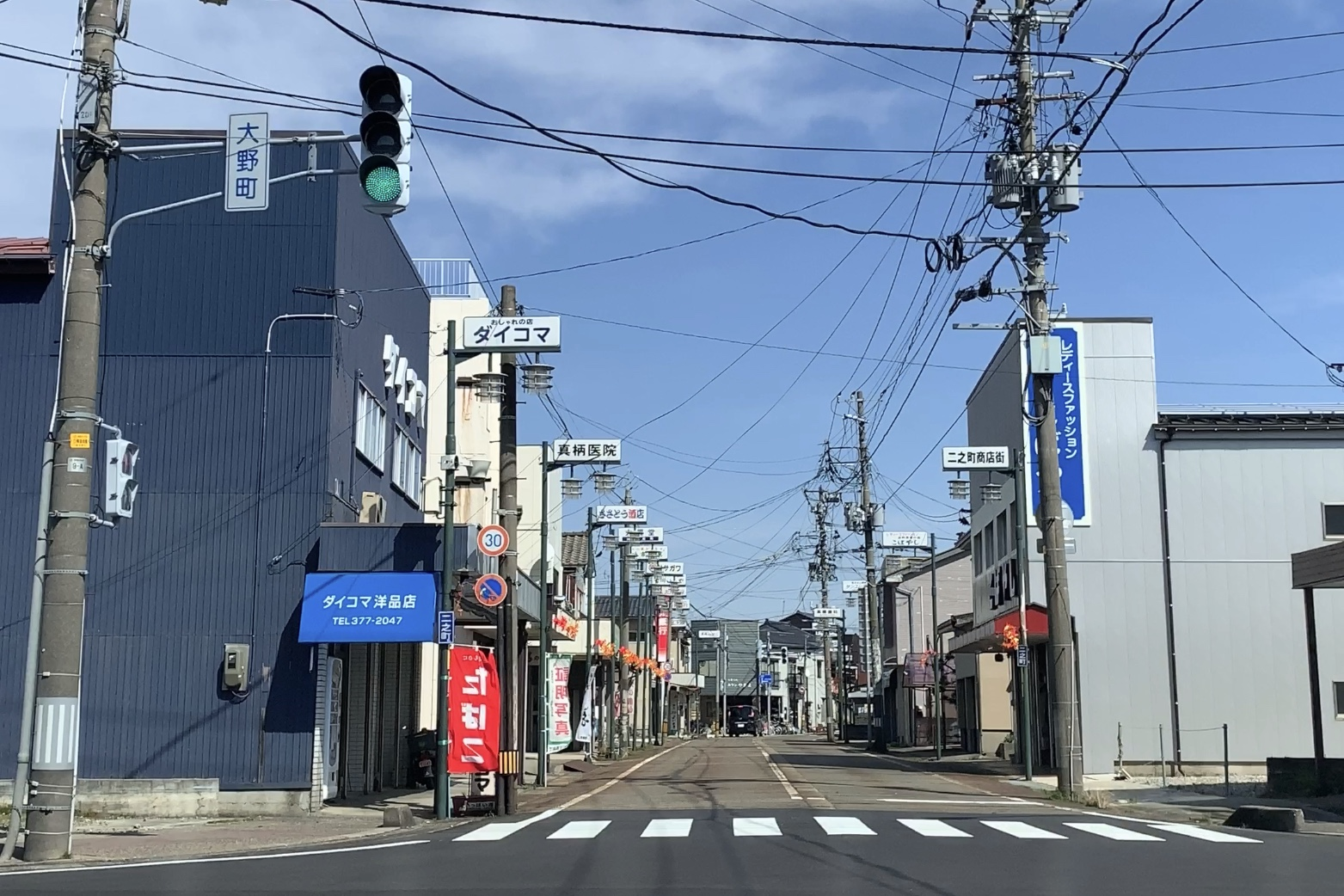
二之町商店街（2020年3月）

大野町（おおのまち）は、新潟県新潟市西区の大字。丁番を持たない単独町名であり、住居表示未実施区域。郵便番号は950-1111。

## 概要
1973年（昭和48年）から現在までの大字。信濃川と中ノ口川の合流地点付近に位置する。もとは金巻村の一部で、江戸時代からの河川交通の要衝であり商業市街地。3・8のつく日には定期市「大野町市場」が開催される。

### 隣接する町字
北から東回り順に、以下の町字と隣接する。
- 鳥原
- 金巻

※ 中ノ口川を挟んで鷲ノ木新田、下塩俵と隣接。

## 歴史
- 1872年（明治5年） : 金巻村枝郷大野町が大野町村として分村。
- 1874年（明治7年） : 大野町郵便局が開局する。
- 1879年（明治12年） : 金巻村と合併し、再び金巻の一部となる。
- 1889年（明治22年）4月1日 : 町村制施行に伴い金巻村の大字となる。
- 1901年（明治34年）11月1日 : 合併により黒埼村の大字となる。
- 1973年（昭和48年）2月1日 : 黒埼村が町制施行し、黒埼町の大字大野となる。
- 2001年（平成13年）1月1日 : 合併により新潟市の町名。大野町となる[7]。
- 2007年（平成19年）4月1日 : 新潟市の政令指定都市移行により、西区の大字となる。

## 世帯数と人口
2018年（平成30年）1月31日現在の世帯数と人口は以下の通りである。
| 町丁   | 世帯数  | 人口    |
| ------ | ------- | ------- |
| 大野町 | 944世帯 | 2,284人 |

## 小・中学校の学区
市立小・中学校に通う場合、学区は以下の通りとなる。
| 番地 | 小学校             | 中学校             |
| ---- | ------------------ | ------------------ |
| 全域 | 新潟市立大野小学校 | 新潟市立黒埼中学校 |

## 主な企業・施設
- 新潟市西区役所 黒埼出張所
- 新潟市立大野小学校
- 新潟市立黒埼中学校
- 大野町郵便局
- 第四北越銀行 大野支店
- 新潟信用金庫 大野支店

## 交通

### 鉄道
新潟交通電車線（廃止）
- 黒埼中学前駅 - 新大野駅

### 道路
国道
- 国道8号
  - 大野大橋

県道
- 新潟県道2号新潟寺泊線
- 新潟県道141号白根黒埼線

### バス
新潟交通路線バス
2016年10月現在の路線を示す。各路線の系統など詳細は「新潟交通のバス路線一覧#西新潟方面」を参照。
- 大野新田町停留所 - 大野下町停留所 - 大野仲町停留所
  - W7 大野・白根線
  - W8 味方線
  - 黒鳥 黒鳥線
- 大野仲町停留所 - 黒埼出張所前停留所 - 大野新町停留所
  - W8 味方線
  - 黒鳥 黒鳥線